# Jérôme Seydoux
Jérôme Seydoux (* 21. September 1934 in Paris) ist ein französischer Milliardär und Philanthrop, Filmproduzent und der frühere Präsident der Filmproduktionsgesellschaft Pathé.

## Leben
Jérôme Seydoux wurde am 21. September 1934 in Paris geboren. Er ist der Sohn von René Seydoux Fornier de Clausonne und Geneviève Schlumberger, der Bruder von Véronique, Nicolas und Michel Seydoux, der Vater von Henri Seydoux, der Stiefvater von Farida Khelfa und der Großvater von Léa Seydoux. Nach seinem Studium der Elektrotechnik, Elektronik, Informatik, Hydraulik und Telekommunikation in Toulouse begann er seine Karriere 1962 als Finanzanalyst bei Istel Lepercq and Co in New York.
Im Jahr 1990 kaufte Seydoux von Giancarlo Parretti die Filmgesellschaft Pathé, deren CEO er bis 2000 war. Die von ihm gegründete Stiftung Jérôme Seydoux-Pathé, die im Jahr 2006 als gemeinnützig anerkannt wurde, dient der Erhaltung, Restaurierung und Aufwertung des historischen Erbes Pathés, das mehr als 10.000 Filme umfasst. Renzo Piano entwarf das Gebäude der Stiftung.
Seit 1988 ist Seydoux mit Sophie Desserteaux verheiratet.
Seydoux’ Vermögen im Jahr 2020 wurde auf 1,1 Milliarden Euro geschätzt, womit er sich auf Platz 82 der reichsten Franzosen befindet.

## Filmografie
- 2008: Willkommen bei den Sch’tis (Bienvenue chez les Ch’tis)
- 2008: Asterix bei den Olympischen Spielen (Astérix aux Jeux Olympiques)
- 2009: Eden is West (Eden à l'Ouest)
- 2010: Nichts zu verzollen
- 2011: Mein liebster Alptraum (Mon pire cauchemar)
- 2012: Willkommen in der Bretagne (Bowling)
- 2012: Der Vorname (Le Prénom)
- 2013: Quai d’Orsay
- 2013: Fanny
- 2013: Marius
- 2013: Au bonheur des ogres
- 2013: Turf
- 2014: Un illustre inconnu
- 2014: Two Men in Town (La voie de l’ennemi)
- 2014: Super-Hypochonder (Supercondriaque)
- 2015: L’attesa
- 2015: Aladin – Tausendundeiner lacht! (Les Nouvelles Aventures d'Aladin)
- 2016: Die Super-Cops – Allzeit verrückt! (Raid dingue)
- 2016: Dalida
- 2016: Camping 3
- 2016: Willkommen im Hotel Mama (Retour chez ma mère)
- 2016: Les Tuche 2 – Le rêve américain
- 2017: Die brillante Mademoiselle Neïla (Le brio)
- 2017: Frühes Versprechen
- 2017: Mektoub, My Love: Canto Uno
- 2018: Le gendre de ma vie
- 2018: Aladin – Wunderlampe vs. Armleuchter (Alad'2)
- 2019: Ausgeflogen (Mon bébé)
- 2019: The Wolf’s Call – Entscheidung in der Tiefe (Le chant du loup)
- 2019: Mektoub, My Love: Intermezzo
- 2019: Das Beste kommt noch – Le meilleur reste à venir
- 2021: Coda
- 2021: Benedetta
- 2022: Notre-Dame in Flammen (Notre-Dame brûle)

## Auszeichnungen
César
- 2008: Nominierung als Bester Film (Le scaphandre et le papillon)
- 2013: Nominierung als Bester Film (Der Vorname)
- 2020: Nominierung als Bester Film (Le chant du loup)